# Villa Futalaufquen
Villa Futalaufquen es una localidad argentina del Departamento Futaleufú, en la Provincia del Chubut. Está próxima al parque nacional Los Alerces.
La villa turística se encuentra dentro del parque nacional Los Alerces, allí se halla la Intendencia y el Centro de Informes y Museo, donde se puede obtener información y adquirir permisos de pesca. El lugar cuenta con estación de servicio, cabinas telefónicas, restaurante, proveeduría, cámpines libres, agrestes y organizados, cabañas y hosterías.

## Población
Contó con 28 habitantes (Indec, 2010), lo que representó un descenso del 73% frente a los 106 habitantes (Indec, 2001) del censo anterior.

El censo 2022 registró una población de 120 habitantes que se repartieron entre 69 hombres y 51 mujeres. Sin embargo, las cifras obtenidas fueron estimativas solo teniendo en cuenta a la población en viviendas particulares; es decir, excluyendo del dato a la población institucional y las personas sin hogar. Gracias a este censo también fue posible conocer su densidad y tamaño urbano.
| Gráfica de evolución demográfica de Futalaufquen entre 1991 y 2022 |
|                                                                    |
| Fuente: Censos nacionales del INDEC                                |